# Antonio González Terol
Antonio Pablo González Terol (Cartagena, 23 de agosto de 1978) es un político español del Partido Popular, exalcalde de Boadilla del Monte, diputado regional en la Asamblea de Madrid en la viii, ix y x legislaturas.

## Biografía
Nació el 23 de agosto de 1978 en Cartagena. Tiene tres hijos. Es ingeniero industrial del ICAI por la Universidad Pontificia Comillas.
Fue número 71 en la candidatura del Partido Popular (PP) para las elecciones a la Asamblea de Madrid de 2007, no resultó elegido; tras la renuncia de Jaime González Taboada a su acta, González Terol accedió al cargo de diputado en la Asamblea el 19 de julio de 2007.
Al renovar la mayoría absoluta del PP en el municipio en las elecciones locales de 2011, tomó posesión del cargo como alcalde de Boadilla del Monte el 11 de junio. Asimismo, al ocupar de nuevo el puesto número 71 en las listas del PP en su candidatura para las elecciones a la Asamblea de Madrid de 2011, también fue diputado en la ix legislatura de la cámara autonómica.
En las elecciones municipales de mayo de 2015 fue cabeza de lista del Partido Popular en dicho municipio, que obtuvo de nuevo mayoría absoluta, siendo el segundo alcalde más votado de toda España en municipios de más de 47 000 habitantes.[cita requerida] Además, volvió a ser elegido como diputado en la Asamblea de Madrid en las autónómicas que se celebraron al mismo tiempo que los comicios locales. Renunció al cargo en enero de 2016, siendo sucedido por Regina Plañiol.
Ha sido adscrito al sector aguirrista del Partido Popular de la Comunidad de Madrid.
Durante la etapa de Pablo Casado como presidente del Partido Popular, ocupó cargos orgánicos como Secretario de Política Local (2018) y, más tarde, Vicesecretario General de Política Territorial (2019–2022).
En octubre de 2022 fue designado candidato del PP a la alcaldía de Alcorcón para las elecciones municipales de 2023.
Actualmente se encuentra retirado de la vida política y desarrolla su actividad profesional en el sector privado.